# Dag Åberg

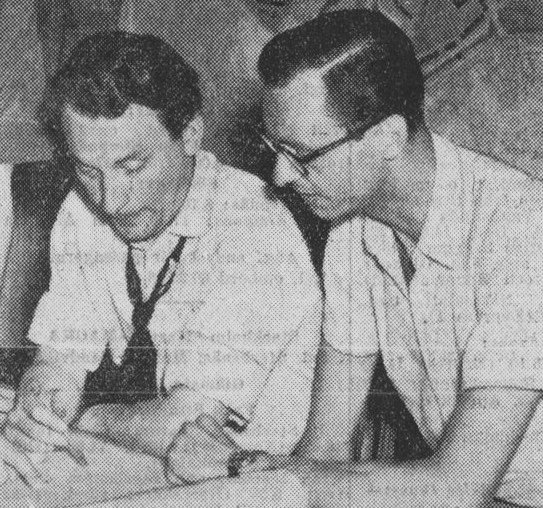
Dag Åberg (t.h.) och Hans Fries på Stockholms stadsbyggnadskontor med en stadsplan över Hässelby gård, 1952.

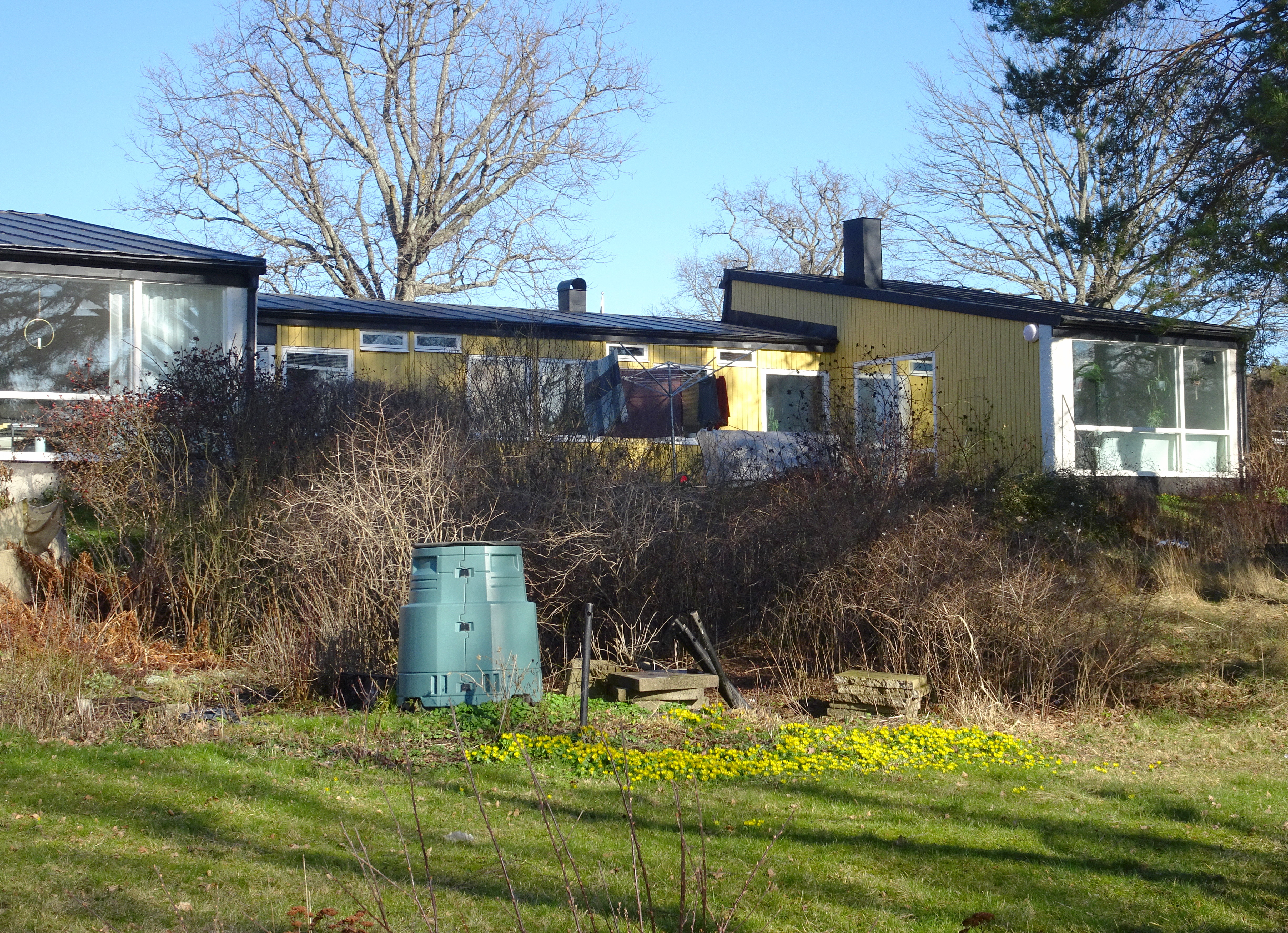
Det egna radhuset, Sparrisbacken 65.

Dag Nils Martin Åberg, född 7 februari 1920 i Sigtuna församling, Stockholms län, död 20 juni 2013 i Hässelby, Stockholm, var en svensk arkitekt.

## Biografi
Åberg var anställd som 1:e arkitekt på Stockholms stadsbyggnadskontor. I den funktionen deltog han i utformningen av en lång rad stadsplaner under 1950- till 1970-talen. Tillsammans med arkitektkollegan på stadsbyggnadskontoret, Alf Bydén, ritade han 1956 Radhusområdet Sjöträdgården i Hässelby strand där både han och Bydén kom att bli grannar på Sparrisbacken nr 65 respektive 61. Båda bodde här fram till sin död och lägenheterna innehas fortfarande (2020) av deras änkor.
Radhusområdet Sjöträdgården planerades av de boende själva som även bildade en egen bostadsrättsförening Sjöträdgården. Fastigheten Maltesholm 1 med sina 30 radhusenheter är idag grönmärkt av Stadsmuseet i Stockholm, vilket innebär att bebyggelsen anses vara ”särskilt värdefull från historisk, kulturhistorisk, miljömässig eller konstnärlig synpunkt”.
Åberg fann sin sista vila på Norra begravningsplatsen där han gravsattes den 29 augusti 2013.